# Stadnîkî, Iavoriv
Stadnîkî (în ucraineană Стадники) este un sat în așezarea urbană Șklo din raionul Iavoriv, regiunea Liov, Ucraina.

## Demografie
Componența lingvistică a localității Stadnîkî
     Ucraineană (100%)
Conform recensământului din 2001, toată populația localității Stadnîkî era vorbitoare de ucraineană (100%).